# در جستجوی فیل
در جستجوی فیل (انگلیسی: Searching for the Elephant؛ کره‌ای: 펜트하우스 코끼리) فیلم دلهره‌آور روان‌شناختی محصول سال ۲۰۰۹ کره جنوبی به نویسندگی، کارگردانی و تهیه‌کنندگی جونگ سونگ کو و با بازی جانگ هیوک، لی سانگ وو و جو دونگ هیوک، سه دوست مرد است که با اعتباد جنسی، اضطراب و سایر اختلال‌های معاصر سر و کار دارند.

## بازیگران
- جانگ هیوک در نقش هیون وو
- جو دونگ هیوک در نقش مین سوک
- لی سانگ وو در نقش جین هیوک
- لی مین جونگ در نقش سو یون
- هوانگ ووسول‌هه در نقش ما ری
- پارک سو جین در نقش جی نا
- بیون هی بونگ
- جون سه هونگ در نقش می یونگ
- بک جونگ مین در نقش دونگ وون
- جانگ جا یون در نقش هه می
- جونگ این گی در نقش کارآگاه
- لی اون سو در نقش جوانی هیون وو
- یون سول هی در نقش دختری با لباس مدرسه
- را می ران در نقش معلم میانسال
- وو سانگ جون در نقش پیرمرد
- پارک جین وو در نقش مدیر ارشد